# Bibi-la-Purée (film, 1926)
Pour les articles homonymes, voir Bibi-la-Purée (homonymie).
Bibi-la-Purée est un film français réalisé par Maurice Champreux, sorti en 1926 qui retrace la vie d'André Salis dit Bibi-la-Purée (1848-1903).
Produit par la société Gaumont-Métro-Goldwyn, le film est une adaptation de la pièce de Mouëzy-Eon et Fontanes, avec Georges Biscot dans le rôle principal.

## Fiche technique
- Titre : Bibi-la-Purée
- Réalisation : Maurice Champreux
- Scénario : Alexandre Fontanes, André Mouëzy-Éon (d'après leur pièce)
- Photographie : Léon Morizet
- Production : Société des Établissements L. Gaumont
- Distribution : Gaumont-Métro-Goldwyn
- Format : Noir et blanc — 35 mm — 1,37:1 — Muet
- Genre : Comédie, Film biographique
- Date de sortie : 
  - France : 12 février 1926

## Distribution
- Georges Biscot : Bibi-la-Purée
- Bouboule : Pouf
- Gaston Derigal : le juge Bérenton
- Lise Jaux : Berthe à 20 ans
- Hélène Fax : Berthe
- Blue Diamond : Jacqueline
- Henri-Amédée Charpentier : Chauffard
- André Moreau : la Sangsue
- Émile Vervet : Bézous
- Louis Vonelly : Lavalette
- Robert Mérin : Robert Monsigny
- Hélène Hallier
- Louise Pager

## Autour du film
- Georges Biscot reprendra le rôle dans le remake parlant de Léo Joannon sorti en 1935 (Bibi-la-Purée).